# Модоки

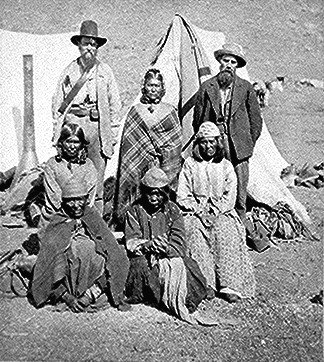
Женщины из племени модоков, 1873 год.

Модо́ки — индейское племя, обитающее в США на границе двух штатов Орегон и Калифорния. Вместе с кламатами входят в кламат-модокскую языковую семью. Название племени на модокском языке означает южные.

## История
Традиционно занимались охотой, собирательством (в основном плодов кувшинки) и плетением корзин. Жили в простых землянках индейского типа, у которых над землёй выступала лишь деревянная крыша, позднее стали использовать также типи. Охотились и занимались рыболовством на реке Лост и озере Туле.
До начала Калифорнийской золотой лихорадки модоки практически не имели контактов с белыми людьми. Массовая добыча золота в Калифорнии в 1848—1855 годах привлекла десятки тысяч добровольцев не только из США, но и из стран Латинской Америки, Европы, Австралии. Белые люди захватывали традиционные земли модоков возле озера Туле, на границе Калифорнии и Орегона. Модоки совершили нападение возле Блади-Пойнт и убили 65 белых поселенцев. В ответ калифорнийская милиция во главе с Беном Райтом убила 41 модока во время мирных переговоров. Вооружённый конфликт перерос в Модокскую войну, после окончания которой модоки, участвовавшие в войне — 39 мужчин, 64 женщины и 60 детей, были отправлены в Оклахому в качестве военнопленных.
В 1909 году 51 человек, оставшихся от некогда крупного племени, переселили в резервацию в Орегоне, где их потомки обитают до настоящего времени.